# Comté de Hickman (Kentucky)
Pour les articles homonymes, voir Comté de Hickman.
Le comté de Hickman est un comté de l'État du Kentucky, aux États-Unis, fondé en 1822.